# Lista războaielor în care a fost implicată Polonia
Aceasta este o listă cronoligică a confliectelor militare în care forțele poloneze au participat sau care au avut loc pe teritoriul polonez. Din timpul domniei lui Mieszko I (960 - 992) până la operațiunile militare în curs de desfășurare.
Această listă nu conține operațiunile de menținere a păcii (cum ar fi UNPROFOR, UNTAES sau UNMOP), misiuni umanitare sau misiuni de formare susținute de forțele armate poloneze.
Lista oferă numele, data, aliații polonezi și dușmanii, iar rezultatul conflictelor sunt conform legendei:
      Victoria poloneză
      Înfrângerea poloneză
      Un alt rezultat (un tratat de pace fără un rezultat clar, status quo ante bellum, un rezultat necunoscut sau nesigur)
      Conflicte în curs de desfășurare

## Polonia în perioada Dinastiei Piast
În timpul Evului Mediu, Polonia a încercat să includă și alte popoare slave sub conducerea ducilor polonezi, cum ar fi Mieszko I, Boleslav I și urmașii săi, iar apoi să apere terenurile dobândite în partea de vest de Sfântul Imperiu Roman. În est și sud s-au luptat cu Rutenia, Boemia și Ungaria și cu raidurile tătare. În partea de nord-est, Polonia a întâlnit raiduri lituaniene și prusace intermitente.
| Data | Conflictul | Aliați                                                                                                 | Inamici                                                            | Rezultat                                       |
| --- | --- | --- | ------------------------------------------------------------------ | ---------------------------------------------- |
| 963 | Raidul lui Otto I asupra Poloniei | Ducatul Poloniei                                                                                       | Sfântul Imperiu Roman                                              | Înfrângerea polonezilor                        |
| 964–972 - 967 - 972 | Lupta lui Mieszko I în Pomerania de Vest - Lupta lui Mieszko I împotriva lui Wichmann cel Tânăr și Wolinianilor - Bătălia de la Cedynia | Ducatul Poloniei                                                                                       | Veleti Wolinians Marca sorabă                                      | Victoria poloneză                              |
| 979 | Raidul lui Otto al II-lea asupra Poloniei | Ducatul Poloniei                                                                                       | Sfântul Imperiu Roman                                              | Victoria poloneză                              |
| 981 | Raidul polonez în Pomerelia | Ducatul Poloniei                                                                                       | Pomerelia                                                          | Victoria poloneză                              |
| 981 | Raidul rusesc asupra orașelor Czerwień | Ducatul Poloniei                                                                                       | Rusia Kieveană                                                     | Înfrângerea polonezilor                        |
| 985 | Invazia Polono-saxonilor de la Veleti | Ducatul Poloniei Sfântul Imperiu Roman                                                                 | Veleti                                                             | Victoria polonezo-saxonă                       |
| 988–990 | Războiul Poloniei cu Boemia | Ducatul Poloniei Sfântul Imperiu Roman                                                                 | Ducatul Boemiei                                                    | Victoria poloneză                              |
| 992 | Invazia polono-germană de la Veleti | Ducatul Poloniei Sfântul Imperiu Roman                                                                 | Veleti                                                             | Victoria Poloniei și Germaniei                 |
| 995 | Invazia polono-germană de la Obotrites | Ducatul Poloniei Sfântul Imperiu Roman                                                                 | Obotrites                                                          | Victoria Poloniei și Germaniei                 |
| 1002–1018 - 1002–1005 - 1005 - 1007–1015 - 1012 - 1015–1018 - 1015 - 1015 - 1015 - 1015/17 - 1015 - 1015 - 1017                  | Războaiele polono-germane împotriva Sfântului Imperiu Roman - Războiul polono-german (I) - Bătălian de la Spree - Războiul polono-german (II) - Asediul de la Lebus - Războiul polono-german (III) - Bătălian de la Ciani - Bătălian de la Crosno - Bătălia de pe teritoriul Dadosezani - Bătălia trupelor Moraviene - Bătălian de la Bautzen - Asediul de la Meissen - Asediul de la Niemcza                                                                                       | Ducatul Poloniei Moravia                                                                               | Sfântul Imperiu Roman Ducatul Boemiei Rusia Kieveană Veleti        | Pacea de la Bautzen                            |
| 1015–1019 - 1018 | Intervenția lui Boleslav I în criza de succesiune Kieveană - Bătălia de la râul Bug | Ducatul Poloniei Sfântul Imperiu Roman Regatul Ungariei                                                | Rusia Kieveană                                                     | Victoria poloneză                              |
| 1022 | Atacul lui Iaroslav I cel Înțelept în Brest | Ducatul Poloniei                                                                                       | Rusia Kieveană                                                     | Victoria poloneză                              |
| 1028–1031 - 1029 | Răzvoiul polono-german - Asediul de la Bautzen | Mieszko al II-lea Lambert Regatul Ungariei                                                             | Sfântul Imperiu Roman Bezprym Ducatul Boemiei Rusia Kieveană       | Înfrângerea polonezilor                        |
| 1031–1032 | Revolta păgână în Polonia | Bezprym                                                                                                | Păgâni și magnați                                                  | Îngrângerea lui Bezprym                        |
| 1034–1047 - 1047 | Revolta păgână și reolta populară - Războiul lui Cazimir I Restauratorul împotriva lui Miecław | Cazimir Restauratorul Sfântul Imperiu Roman Rusia Kieveană                                             | Miecław Păgânii și magnații                                        | Victorie pentru Cazimir                        |
| 1038-1039 | Raidul lui Bretislau I, Duce de Boemia asupra Poloniei | Regatul Poloniei                                                                                       | Ducatul Boemiei                                                    | Înfrângerea poloneză                           |
| 1042 | Raidul lui Cazimir Restauratorul asupra Poloniei Mici | Regatul Poloniei                                                                                       | Ducatul Boemiei                                                    | Victoria poloneză                              |
| 1047 | Raidul lui Cazimir Restauratorul asupra Sileziei | Regatul Poloniei                                                                                       | Ducatul Boemiei                                                    | Victoria poloneză                              |
| 1050 | Raidul lui Cazimir Restauratorul asupra Sileziei | Regatul Poloniei                                                                                       | Ducatul Boemie                                                     | Victoria poloneză                              |
| 1051 | Invazia polono-germană asupra Ungariei | Regatul Poloniei Sfântul Imperiu Roman                                                                 | Regatul Ungariei                                                   | Victoria polono-germană                        |
| 1060 | Raidul lui Boleslav al II-lea al Poloniei asupra Boemiei - Asediul de la Hradec | Regatul Poloniei                                                                                       | Ducatul Boemiei                                                    | Înfrângerea polonezilor                        |
| 1060 | Lupta pentru tronul Ungariei - Bătălia de la Mosony | Béla I al Ungariei Regatul Poloniei                                                                    | Andrei I al Ungariei                                               | Victoria lui Béla I                            |
| 1063 | Raidul lui Boleslav al II-lea al Poloniei asupra Pomereliei | [Regatul Poloniei                                                                                      | Pomerelia                                                          | Victoria poloneză                              |
| 1064 | Raidul Pomeraniei asupra Poloniei | Regatul Poloniei                                                                                       | Pomerania                                                          | Victoria poloneză                              |
| 1069 | Raidul lui Boleslav al II-lea al Poloniei asupra rușilor | Regatul Poloniei                                                                                       | Rusia Kieveană                                                     | Victoria poloneză                              |
| 1072 | Raidul lui Boleslav al II-lea al Poloniei asupra Boemiei | Regatul Poloniei                                                                                       | Ducatul Boemiei                                                    | Victoria poloneză                              |
| 1074 | Raidul lui Boleslav al II-lea al Poloniei asupra rușilor | Regatul Poloniei                                                                                       | Rusia Kieveană                                                     | Victoria poloneză                              |
| 1076 | Raidul lui Boleslav al II-lea al Poloniei asupra Boemiei | Regatul Poloniei KRusia Kieveană                                                                       | Ducatul Boemiei                                                    | Victoria poloneză                              |
| 1077 | Raidul lui Boleslav al II-lea al Poloniei asupra Ungariei | Regatul Poloniei                                                                                       | Regatul Ungariei                                                   | Victoria poloneză                              |
| 1077 | Raidul lui Boleslav al II-lea al Poloniei asupra rușilor | Regatul Poloniei                                                                                       | Rusia Kieveană                                                     | Victoria poloneză                              |
| 1077–1079 | Conflicte interne | Boleslav al II-lea al Poloniei                                                                         | Rebelii și magnații                                                | Înfrângerea lui Boleslav al II-lea             |
| 1086 | Raidul Ungariei asupra Cracoviei | Regatul Poloniei                                                                                       | Regatul Ungariei                                                   | Înfrângerea poloneză                           |
| 1090–1092 - 1090 - 1091 - 1091                                                                                                   | Raidurile asupra Pomeraniei de Vest - Bătălia de la Nakło - Bătălia de la Brda - Bătălia de la Drzycimo | Regatul Poloniei Ducatul Boemiei                                                                       | Pomerania de Vest                                                  | Înfrângerea poloneză                           |
| 1092 | Raidurile Rutieniei si Cumanilor asupra Poloniei | Regatul Poloniei                                                                                       | Rusia Kieveană                                                     | Înfrângerea poloneză                           |
| 1093–1100 - 1096 | Lupta lui Vladislav Herman și Sieciech împotriva lui Zbigniew și Boleslav - Bătălia de la Gopło | Vladislav I Herman Sieciech Ducatul Boemiei                                                            | Zbigniew al Poloniei Boleslav al III-lea al Poloniei               | Învingerea lui Vladislav și Sieciech           |
| 1099 | Raidul lui Vladislav I Herman asupra Haliciei | Regatul Poloniei                                                                                       | Principatul Haliciei                                               | Nehotărât                                      |
| 1100 | Raidul Pomeraniei asupra Poloniei | Regatul Poloniei                                                                                       | Pomerania de Vest                                                  | Victoria poloneză                              |
| 1101 | Raidul Cuman asupra Poloniei | Regatul Poloniei                                                                                       | Rusia Kieveană                                                     | Îngrângerea poloneză                           |
| 1103–1123 - 1121 | Al 14-lea raid a lui Boleslav Gură-Strâmbă asupra Pomeraniei - Bătălia de la Niekładz | Regatul Poloniei Regatul Danemarcei                                                                    | Pomerania                                                          | Victoria poloneză                              |
| 1103–1108 | Conflicte interne | Boleslav al III-lea al Poloniei Regatul Ungariei Rusia Kieveană                                        | Zbigniew al Poloniei Ducatul Boemiei                               | Victoria lui Boleslav                          |
| 1108 | Raidul lui Boleslav al III-lea al Poloniei asupra Prusiei Vechi | Regatul Poloniei                                                                                       | Prusia Veche                                                       | Victoria poloneză                              |
| 1108–1109 | Trei raiduri ale Pomeranilor în Polonia | Regatul Poloniei                                                                                       | Pomerania de Vest                                                  | Victoria poloneză                              |
| 1108 | Raidul Moravia în Silezia - Bătălia de la Ratibor | Regatul Poloniei                                                                                       | Ducatul Boemiei                                                    | Victoria poloneză                              |
| 1108 | Raidul lui Boleslav al III-lea al Poloniei în Boemia | Regatul Poloniei                                                                                       | Ducatul Boemiei                                                    | Victoria poloneză                              |
| 1109 | Războiul polono-german - Bătălia de la Głogów - Asediul de la Wrocław - Bătălia de la Hundsfeld | Regatul Poloniei                                                                                       | Sfântul Imperiu Roman Ducatul Boemiei                              | Victoria poloneză                              |
| 1109–1114 - 1110 | Trei raiduri ale lui Boleslav al III-lea al Poloniei în Boemia - Bătălia de la Trutina | Regatul Poloniei                                                                                       | Ducatul Boemiei                                                    | Victoria poloneză                              |
| 1110 | Raidul lui Zbigniew și a Boemiei în Silezia | Regatul Poloniei                                                                                       | Ducatul Boemiei                                                    | Înfrângerea polonezilor                        |
| 1110–1111 | Raidul lui Boleslav al III-lea în Prusia Veche | Regatul Poloniei                                                                                       | Prusia Veche                                                       | Victoria poloneză                              |
| 1117 | Revolta lui Skarbimir | Regatul Poloniei                                                                                       | Skarbimir                                                          | Victoria poloneză                              |
| 1121–1124 - 1124 | Lupte în Rusia - Bătălia de la Wilichów | Regatul Poloniei Rusia Kieveană Ducatul Boemiei Regatul Ungariei                                       | Principatul Haliciei                                               | Victoria poloneză                              |
| 1120 | Raidul Ruteniei și Cuman în Polonia | Regatul Poloniei                                                                                       | Rusia Kieveană                                                     | Înfrângerea polonezilor                        |
| 1126 | Raidul Ungariei în Polonia | Regatul Poloniei                                                                                       | Regatul Ungariei                                                   | Înfrângerea polonezilor                        |
| 1127 | Raidul Poloniei în Ungaria | Regatul Poloniei                                                                                       | Regatul Ungariei                                                   | Victoria poloneză                              |
| 1131–1134 | Șase raiduri ale Boemniei în Silezia | Regatul Poloniei                                                                                       | Ducatul Boemiei                                                    | Înfrângerea polonezilor                        |
| 1132 | Raidul lui Boleslav al III-lea în Ungaria - Bătălia de la râul Sajó | Regatul Poloniei                                                                                       | Regatul Ungariei                                                   | Înfrângerea polonezilor                        |
| 1135 | Lupte în Rusia | Regatul Poloniei                                                                                       | Principatul Halicie                                                | Victoria poloneză                              |
| 1144–1320 - 1144 - 1146 - 1195 - 1228 - 1228 - 1228 - 1243 - 1243 - 1246 - 1259 - 1273 - 1277 - 1285 - 1288 - 1289 - 1292 - 1313 | Bătălii în timpul fragmentării feudale - Bătălia din mlaștinile Pilica - Asediul de la Poznań - Bătălia de la Mozgawa - Bătălia de la Studnica - Bătălia de la Skała - Bătălia de la Wrocieryż - Bătălia de la Międzybórz - Bătălia de la Suchodół - Bătălia de la Zaryszów - Bătălia dein pădurea Solec - Bătălia de la Bogucin Duży - Bătălia de la Stolec - Bătălia de la Bogucice - Bătălia de la Łagów - Bătălia de la Siewierz - Asediul de la Sieradz - Bătălia de la Kłecko | Duci locali                                                                                            | Duci locali                                                        | Slăbirea și defalcarea internă a țării         |
| 1139–1142 | Luptele dintre Ducatul Mazoviei și Rusia | Boleslav al IV-lea al Poloniei                                                                         | Rusia Kieveană                                                     | Înfrângerea lui Boleslav al IV-lea al Poloniei |
| 1144–1146 | Două raiduri polono-ruteniene în Halych | Vladislav al II-lea Exilatul Rusia Kieveană                                                            | Principatul Haliciei                                               | Victoria Ruteniei și Poloniei                  |
| 1146 | Războiul polono-german | Mieszko al III-lea al Poloniei                                                                         | Sfântul Imperiu Romane Ducatul Boemiei                             | Victoria lui Mieszko al III-lea al Poloniei    |
| 1147 | Cruciada lui Albert Ursul și a lui Mieszko al III-lea pentru Slavii Polabi | Mieszko al III-lea al Poloniei Marca nordică                                                           | Slavi Polabi Veleti                                                | Victoria cruciadei                             |
| 1147 | Raidul lui Boleslav al IV-lea în Prusia Veche | Boleslav al IV-lea al Poloniei Rusia Kieveană                                                          | Prusaci Vechi                                                      | Victoria lui Boleslav al IV-lea al Poloniei    |
| 1157 | Războiul polono-german | Boleslav al IV-lea al Poloniei                                                                         | Sfântul Imperiu Roman                                              | Pacea de la Krzyszkowo                         |
| 1166 | Raidul lui Boleslav al IV-lea al Poloniei în Prusia Veche | Boleslav al IV-lea al Poloniei                                                                         | Prusia Veche                                                       | Înfrangerea lui Boleslav al IV-lea al Poloniei |
| 1180 | Lupta Ducelui Wasylek pentru Brześć | Principatul Drohiczyn Cazimir al II-lea al Poloniei                                                    | Rusia Kieveană                                                     | Victoria lui Cazimir al II-lea al Poloniei     |
| 1182–1183 - 1182 | Lupta lui Cazimir al II-lea al Poloniei pentru Brześć - Bătălia de la Bełz | Cazimir al II-lea al Poloniei                                                                          | Rusia Kieveană                                                     | Victoria lui Cazimir al II-lea al Poloniei     |
| 1184 | Raidul lui Frederic I Barbarossa în Polonia | Cazimir al II-lea al Poloniei                                                                          | Sfântul Imperiu Roman                                              | Nehotărât                                      |
| 1187 | Raidul Ruteniei în Polonia Mică | Cazimir al II-lea al Poloniei                                                                          | Principatul Haliciei                                               | Învingerea lui Cazimir                         |
| 1189 | Raidul lui Cazimir al II-lea al Poloniei în Halych | Cazimir al II-lea al Polonieit                                                                         | Regatul Ungariei Principatul Haliciei                              | Victoria lui Cazimir                           |
| 1194 | Raidul lui Cazimir al II-lea al Poloniei în Yotvingians - Bătălia de la Drohiczynem - Bătălia de la pământurile Iotvingilor | Cazimir al II-lea al Poloniei                                                                          | Iotvingi                                                           | Victoria lui Cazimir                           |
| 1199 | Raidul lui Leszek I al Poloniei în Halici | Leszek I al Poloniei                                                                                   | Principatul Haliciei                                               | Victoria lui Leszek                            |
| 1205 | Raidul lui Roman cel Mare în Polonia - Bătălia de la Zawichost | Leszek I al Poloniei                                                                                   | Cnezatul Galiției-Volînia                                          | Victoria lui Leszek                            |
| 1207 | Raidul lui Leszek I al Poloniei în Rusia | Leszek I al Poloniei Conrad I                                                                          | Cnezatul Galiției-Volînia                                          | Victoria lui Leszek                            |
| 1209–1211 - 1209 | Primul război pentru Lebus - Bătălia de la Lebus | Henric I cel Bărbos Vladislav al III-lea Picioare Groase                                               | Marșul Sorbia                                                      | Victoria lui Henirc și a lui Vladislav         |
| 1214 | Raidul lui Leszek I al Poloniei în Volodimir-Volinski | Leszek I al Poloniei Regatul Ungariei                                                                  | Cnezatul Galiției-Volînia                                          | Victoria lui Leszek                            |
| 1215 | Raidul Ungariei în Polonia | Cazimir al II-lea al Poloniei                                                                          | Regatul Ungariei                                                   | Învingerea lui Cazimir                         |
| 1218–1221 | Razboiul polono-ungar-rutean | Leszek I al Poloniei Regatul Ungariei                                                                  | Cnezatul Galiției-Volînia                                          | Înfrângerea lui Leszek                         |
| 1219–1222 - 1220 | Trei raiduri ale Prusiei Vechi în Polonia Mică - Bătălia Masoviei împotriva Prusiei Vechi | Conrad I                                                                                               | Prusia Veche                                                       | Învingerea lui Conrad                          |
| 1222–1223 | Două raiduri poloneze in Prusia Veche | Duci locali                                                                                            | Prusia Veche                                                       | Învingerea polonezilor                         |
| 1225 | Raidul Prusac în Polonia Mică | Conrad I                                                                                               | Prusia Veche                                                       | Înfrângerea lui Conrad I                       |
| 1225–1230 | Al doilea război pentru Lebus | Henric I cel Bărbos                                                                                    | Turingia                                                           | Victoria lui Henic I                           |
| 1234 | Crusiada polono-teutonă în Prusia Veche - Bătălia de la Dzierzgoń | Duci locali Cavalerii Teitoni                                                                          | Prusia Veche                                                       | Victoria polono-teutonilor                     |
| 1236–1237 - 1236 | Războiul dintre Conrad I și Cnezatul Galiției-Volînia - Bătălia de la Czerwień | Conrad I                                                                                               | Cnezatul Galiției-Volînia                                          | Înfrângerea lui Conrad I                       |
| 1238–1240 - 1239 | Al treilea război pentru Lebus - Bătălia de la Lebus | Henric I cel Bărbos                                                                                    | Margraful de Brandenburg                                           | Victoria lui Henric                            |
| 1241 | Prima invazie mongolă în Polonia - Bătălia de la Tursko - Bătălia de la Tarczek - Bătălia de la Chmielnik - Bătălia de la Racibórz - Bătălia de la Opole - Bătălia de la Legnica | Duci locali Ordinul Militar                                                                            | Imperiul Mongol                                                    | Înfrângerea polonezilor                        |
| 1247–1252 | Lupta lui Przemysł I împotriva Brandenburgului | Przemysł I                                                                                             | Margraful de Brandenburg                                           | Victoria lui Przemysł I                        |
| 1248–1455 | Trei raiduri în Yotvingians | Boleslav al V-lea cel Sfios Siemowit I al Mazoviei Cnezatul Galiției-Volînia                           | Iotvingi                                                           | Victoria lui Boleslav                          |
| 1259 | A doua invazie Mongolă în Polonia | Boleslav al V-lea cel Sfios                                                                            | Imperiul Mongol                                                    | Înfrângerea polonezilor                        |
| 1260 | Războiul Boemiei și Unagriei - Bătălia de la Kressenbrunn | Regatul Boemiei Ducatul Sileziei Ducatul Austriei                                                      | Regatul Ungariei Regatul Poloniei                                  | Victoria Boemiei                               |
| 1262 | Raidul Lituaniei în Polonia Mică - Siege of Jazdów | Siemowit I al Masoviei                                                                                 | Marele Ducat al Lituaniei                                          | Înfrângerea lui Siemowit                       |
| 1264 | Luptele împotriva Yotvingianilor - Bătălia de la Brańsk | Boleslav al V-lea cel Sfios                                                                            | Yotvingian                                                         | Victoria lui Boleslav                          |
| 1265–1278 - 1278 | Luptele impotriva Brandenburgului - Bătălia de la Myślibórz | Boleslav al V-lea cel Sfios Przemysł al II-lea                                                         | Margraful de Brandenburg                                           | Victoria lui Boleslav                          |
| 1278 | Luptele pentru tronul Boemiei - Bătălia de la Marchfeld | Ottokar al II-lea al Boemiei Boleslav al V-lea cel Sfios Przemysł al II-lea Henric al IV-lea cel Drept | Rudolph I al Germaniei                                             | Înfrângerea lui Przemysł                       |
| 1280 | Războiul dintre Leszek al II-lea și Cnezatul Galiției-Volîniaa - Bătălia de la Goźlice | Leszek al II-lea cel Negru                                                                             | Cnezatul Galiției-Volînia                                          | Victoria lui Leszek al II-lea                  |
| 1282–1283 - 1282 - 1282 | Trei raiduri Lituaniano-Iotvingiane în Polonia - Bătălia de la Narwia - Bătălia de la Rowiny | Leszek al II-lea cel Negru                                                                             | Iotvingi Marele Ducat al Lituaniei                                 | Victoria lui Leszek                            |
| 1287–1288 - 1287 - 1287 - 1288                                                                                                   | A treia invazie Mongolă în Polonia - Bătălia de la Łagów - Bătălia de la Dunajec - Bătălia de la Stary Sącz | Leszek al II-lea cel Negru                                                                             | Imperiul Mongol                                                    | Nehotărât                                      |
| 1291–1306 - 1294 | Șase raiduri ale Vytenilor în Polonia Mică - Bătălia de la Trojanów | Duci locali                                                                                            | Marele Ducat al Lituaniei                                          | Înfrângerea polonezilor                        |
| 1296 | Raidul Brandenburg în Rogoźno | Przemysł al II=lea                                                                                     | Margraful de Brandenburg                                           | Înfrângerea lui Przemysł II                    |
| 1308 | Raidul Brandenburg în Gdańsk | Vladislav I cel Scurt                                                                                  | Margraful de Brandenburg                                           | Înfrângerea lui Vladislav I cel Scurt          |
| 1308 | Capturarea regiunii Gdańsk de către Cavalerii Teutoni | Vladislav I cel Scurt                                                                                  | Ordinul Cavalerilor Teutoni                                        | Înfrangerea lui Vladislav I cel Scurt          |
| 1309 | Capturarea Świecie de către Cavalerii Teutoni | Vladislav I cel Scurt                                                                                  | Ordinul Cavalerilor Teutoni                                        | Înfrângerea lui Vladislav I cel Scurt          |
| 1311-1312 | Rebeliunea maiorului Albert | Vladislav I cel Scurt                                                                                  | Albert Burghezii din Cracovia                                      | Victoria lui Vladislav I cel Scurt             |
| 1316 | Liptele Poloniei si Brandenburgului în Polonia Mare | Vladislav I cel Scurt                                                                                  | Margraful de Brandenburg                                           | Victoria lui Vladislav I cel Scurt             |
| 1323 | Raidul polono-ungar in Rutenia | Regatul Poloniei Regatul Ungariei                                                                      | Cnezatul Galiției-Volînia                                          | Victoria polono-ungară                         |
| 1323 | Raidul lui Vladislav I cel Scurt în Płock | Regatul Poloniei                                                                                       | Ducatul Płock                                                      | Victoria poloneză                              |
| 1326–1329 | Luptele Poloniei cu Brandenburg | Regatul Poloniei Marele Ducat al Lituaniei                                                             | Margraful de Brandenburg                                           | Victoria poloneză                              |
| 1326–1332 - 1327 - 1327 - 1331 - 1331 - 1331 - 1331 - 1332                                                                       | Războiul polono-teutonic - Bătălia de la Kowal - Bătălia de la Gostynin - Bătălia de la Płowce - Bătălia de la Konin - Bătălia de la Pyzdry - Bătălia de la łuk Warty - Asediul Brześć Kujawski | Regatul Poloniei Marele Ducat al Lituaniei Regatul Ungariei                                            | Ordinul Cavalerilor Teutoni Regatul Boemiei Ducatul Mazoviei       | Nehotărât                                      |
| 1332 | Raidul lui Cazimir al III-lea în Głogów | Regatul Poloniei                                                                                       | Ducatul Głogów                                                     | Victoria poloneză                              |
| 1340–1392 - 1340 - 1340 - 1341 - 1350 - 1368 - 1376                                                                              | Războaiele Galiției-Volînia - Asediul Lwów (1340) - Bătălia de la râul Vistula River - Bătălia de la Lublin - Bătălia de la Żukowo - Raidul Lituaniei în Masovia - Raidul Lituaniei în Polonia | Regatul Poloniei Ducatul Mazoviei Regatul Ungariei                                                     | Cnezatul Galiției-Volînia Marele Ducat al Lituanei Hanatul Crimeii | Victoria poloneză                              |
| 1343 | Luptele pentru Wschowa - Bătălia de la Oleśnica | Regatul Poloniei                                                                                       | Ducatul Głogów                                                     | Victoria poloneză                              |
| 1345–1348 - 1345 - 1345 - 1345                                                                                                   | Războiul polono-ceh - Asediul Cracoviei - Bătălia de la Lelów - Bătălia de la Pogoń | Regatul Poloniei Marele Ducat al Lituaniei Regatul Ungariei                                            | Regatul Boemiei                                                    | Tratatul de la Namslau                         |
| 1352–1358 | Confederația lui Maćko Borkowic | Regatul Poloniei                                                                                       | Maćko Borkowic Nobles of Greater Poland Margraful de Brandenburg   | Victoria poloneză                              |
| 1355 | Raidurile Teutonilor în Masovia | Regatul Poloniei Ducatul Masoviei                                                                      | Cavalerii teutoni                                                  | Înfrângerea polonezilor                        |
| 1359 | Raidul lui Cazimir al III-lea the în Moldova | Regatul Poloniei                                                                                       | Principatul Moldovei                                               | Înfrângerea polonezilor                        |
| 1368 | Raidul lui Cazimir al III-lea the în Moldova | Regatul Poloniei                                                                                       | Principatul Moldovei                                               | Înfrângerea polonezilor                        |
| 1370 | Raidul Branderburg în Santok și Drezdenko | Regatul Poloniei                                                                                       | Margraful de Brandenburg                                           | Înfrângerea polonezilor                        |
| 1370 | Luptele pentru Płock | Regatul Poloniei                                                                                       | Ducatul Mazoviei                                                   | Înfrângerea polonezilor                        |
| 1375–1376 - 1375 - 1376 | Luptele împotriva lui Vladislav cel Alb - Bătălia de la Gniewkowo - Asediul Złotoria | Regatul Poloniei                                                                                       | Vladislav cel Alb                                                  | Victoria poloneză                              |
| 1382–1385 | Marele Război Civil al Poloniei | Grzymała                                                                                               | Nałęcz                                                             | Victoria Nałęcz                                |
| 1381–1385 | Lupta lui Siemowit al IV-lea pentru tronul polonez | Regatul Poloniei Regatul Ungariei                                                                      | Ducatulf Masoviei                                                  | Victoria poloneză                              |

## Polonia în perioada Dinastiei Jagiellonilor
Pentru o mare parte a istoriei sale ca stat creștin, Polonia a trebuit să se confrunte cu Pomerania, Prusia, Lituania și alte popoare baltice, în războaie de frontieră, fără un rezultat clar. După ce Ordinul Teutonic i-a cucerit și asimilat pe prusaci, au început incursiuni în ambele teritorii lituaniene și poloneze. Acest lucru a reprezentat o amenințare mult mai mare atât pentru Polonia și Lituania, iar cele două țări s-au unit într-o alianță defensivă după încoronarea ducelui lituanian Jogaila ca rege al Poloniei (sub numele de Vladislav al II-lea), ceea ce a dus la o confruntare majoră în Bătălia de la Grunwald în 1410 și la alte războaie ulterioare până în 1525, când Ordinul a devenit vasalul Coroanei poloneze.
| Data                              | Conflictul                                                                                             | Aliați                                                                                      | Inamici                                                                  | Rezultat                                         |
| --------------------------------- | --- | ------------------------------------------------------------------------------------------- | ------------------------------------------------------------------------ | ------------------------------------------------ |
| 1387                              | Raidul Hedvigăi a Poloniei în Rutenia Roșie                                                            | Regatul Poloniei                                                                            | Regatul Ungariei                                                         | Victoria poloneză                                |
| 1390–1392                         | Războiul civil Lituanian                                                                               | Vladislav al II-lea al Poloniei Regatul Poloniei                                            | Vytauta Ordinul Cavalerilor Teutoni                                      | Victoria lui Vladislav                           |
| 1391                              | Luptele împotriva lui Conrad al II-lea pentru Wschowa                                                  | Regatul Poloniei                                                                            | Ducatul de Oels                                                          | Victoria poloneză                                |
| 1391–1401                         | Războiul împotriva lui Vladislav Opolczyk                                                              | Regatul Poloniei                                                                            | Ducatul de Opole                                                         | Victoria poloneză                                |
| 1399                              | Luptele împotriva Hoardei de Aur - Bătălia de pe râul Vorskla                                          | Marele Ducat al Lituaniei Regatul Poloniei Ordinul Cavalerilor Teutoni Principatul Moldovei | Hoarda de Aur                                                            | Înfrângerea polonezilor și lituanienilor         |
| 1409–1411 - 1410 - 1410           | Războiul polono-lituaniano-teutonic - Bătălia de la Grunwald - Bătălia de la Koronowo                  | Regatul Poloniei Marele Ducat al Lituaniei                                                  | Ordinul Cavalerilor Teutoni Regatul Ungariei                             | Prima pace de la Thorn                           |
| 1414                              | Războiul Foamei - Asediul de la Brodnica                                                               | Regatul Poloniei Marele Ducat al Lituaniei                                                  | Ordinul Cavalerilor Teutoni                                              | Consiliul de la Consța                           |
| 1422                              | Războiul Gollub                                                                                        | Regatul Poloniei Marele Ducat al Lituaniei Principatul Moldovei                             | Ordinul Cavalerilor Teutoni                                              | Tratatul de la Melno                             |
| 1431–1435/39 - 1431 - 1431 - 1435 | Războiul polono-teutonic - Bătălia de la Murchawa - Bătălia de la Dąbki - Bătălia de la Wilkomierz     | Hussite Regatul Poloniei Sigismund Kęstutaitis                                              | Ordinul Cavalerilor Teutoni Švitrigaila                                  | Pacea de la Brześć Kujawski                      |
| 1438                              | Luptele Poloniei și Boemiei pentru Silezia - Asediul Tabór-ului                                        | Regatul Poloniei Marele Ducat al Lituaniei                                                  | Regatul Boemiei Regatul Ungariei                                         | Înfrângerea polono-lituanienilor                 |
| 1438                              | Raidul Tătar în Podolia                                                                                | Regatul Poloniei                                                                            | Hanatul Crimeii                                                          | Înfrângerea polonezilor                          |
| 1439                              | Confederația Spytek de Melsztyn - Bătălia de la Grotniki                                               | Regatul Poloniei                                                                            | Spytek de Melsztyn                                                       | Prăbușirea confederației                         |
| 1440–1444                         | Războiul lituaniano-masovian pentru Podlachia                                                          | Ducatul Mazoviei                                                                            | Marele Ducat al Lituaniei                                                | Nehotărât                                        |
| 1440–1442                         | Războiul civil în Ungaria                                                                              | Vladislav al III-lea al Poloniei Regatul Poloniei                                           | Elizabeta de Luxembourg                                                  | Victoria lui Vladislav al III-lea                |
| 1443–1444 - 1443–1444 - 1444      | Crudiada de la Varna - Campania Lungă - Bătălia de la Varna                                            | Regatul Poloniei Regatul Ungariei others                                                    | Imperiul Otoman                                                          | Înfrângerea Poloniei și Ungariei                 |
| 1449–1450                         | Luptele pentru tronul Moldovei                                                                         | Regatul Poloniei Alexandru al II-lea                                                        | Bogdan al II-lea                                                         | Înfrângerea lui Alexandru al II-lea              |
| 1450–1454                         | Luptele pentru teritoriul Oświęcim                                                                     | Regatul Poloniei                                                                            | Ducatul Toszek                                                           | Victoria poloneză                                |
| 1453                              | Raidul Tătar în Podolia                                                                                | Regatul Poloniei                                                                            | Hanatul Crimeii                                                          | Victoria poloneză                                |
| 1454–1466 - 1454                  | Războiul de 13 Ani - Bătălia de la Chojnice                                                            | Confederația Prusacă Regatul Poloniei                                                       | Ordinul Cavalerilor Teutoni Frații Livonieni de Sabie Regatul Danemarcei | A doua Pace de la Thorn                          |
| 1457–1458                         | Rebeliunea mercenarilor neplătiți                                                                      | Regatul Poloniei                                                                            | Ducatul Oświęcim Mercenarie                                              | Plata salariilor                                 |
| 1469                              | Raidul Tătar în Podolia                                                                                | Regatul Poloniei                                                                            | Hanatul Crimeei                                                          | Polish defeat                                    |
| 1471                              | Raidul tăă Podolia                                                                                     | Kingdom of Poland                                                                           | Hanatul Crimeii                                                          | Înfrângerea polonezilor                          |
| 1471–1474                         | Războiul polono-ungar                                                                                  | Regatul Poloniei                                                                            | Regatul Ungariei                                                         | Nehotărât                                        |
| 1474                              | Războiul polono-ungar                                                                                  | Regatul Poloniei                                                                            | Regatul Ungariei                                                         | Victoria poloneză                                |
| 1476                              | Raidul polonez în Prusia                                                                               | Regatul Poloniei]                                                                           | Ordinul Cavalerilor Teutoni                                              | Victoria poloneză                                |
| 1476-1482                         | Războiul de succesiune din Głogów                                                                      | Regatul Poloniei                                                                            | Margradul de Brandenburg                                                 | Victoria poloneză                                |
| 1478–1479                         | Războiul preoților                                                                                     | Regatul Poloniei                                                                            | Nicolaus von Tüngen Ordinul Cavalerilor Teutoni                          | Victoria poloneză                                |
| 1485–1503 - 1487 - 1491 - 1497    | Războiul polono-otoman - Bătălia de la Kopystrzyń - Bătălia de la Zasław - Bătălia din pădurea Cosmin  | Regatul Poloniei Marele Ducat al Lituaniei                                                  | Ottoman Empire · Principatul Moldovei · Hanatul Crimeii                  | Înfrângerea polonezilor                          |
| 1490–1492 - 1490–1491 - 1492      | Luptele pentru tronul Ungariei - Bătălia de la Koszyce - Bătălia de la Preszów                         | Ioan Albert al Poloniei                                                                     | Vladislav al II-lea al Boemiei și Ungariei                               | Victoria lui Vladislav                           |
| 1495                              | Raidul polonez în Płock                                                                                | Regatul Poloniei                                                                            | Ducatul Masovia                                                          | Victoria poloneză                                |
| 1500–1503 - 1500                  | Al doilea război moscovit-lituanian - Bătălia de la Vedrosha                                           | Regatul Poloniei Marele Ducat al Lituaniei                                                  | Marele Ducat al Moscovei                                                 | Înfrângerea lituanienilor                        |
| 1501                              | Raidul polonez în Prusia                                                                               | Regatul Poloniei                                                                            | Ordinul Cavalerilor Teutoni                                              | Întreruperea expediției din cauza morții regelui |
| 1502–1510 - 1506 - 1509           | Războiul Poloniei și Moldovei - Bătălia de la Czerniowce - Bătălia de la Chocim                        | Regatul Poloniei                                                                            | Principatul Moldovei                                                     | Victoria poloneză                                |
| 1506                              | Raidul Tătar în Polonia și Lituania - Bătălia de la Kletsk                                             | Regatul Poloniei Marele Ducat al Lituaniei                                                  | Hanatul Crimeii                                                          | Victoria polono-lituanianilor                    |
| 1507–1508 - 1508                  | Războaiele lituaniano-moscovite - Bătălia de la Orsza                                                  | [Regatul Poloniei Marele Ducat al Lituaniei                                                 | Marele Ducat al Moscovei                                                 | Victoria lituanienilor                           |
| 1512                              | Raidul Tătar în Polonia - Bătălia de la Wisniowiec                                                     | Regatul Poloniei Marele Ducat al Lituaniei                                                  | Hanatul Crimeii                                                          | Victoria poloneză                                |
| 1512–1522 - 1514 - 1518           | Al patrulea război lituaniano-moscovit - Bătălia de la Orsha - Asediul Polotsk                         | Regatul Poloniei Marele Ducat al Lituaniei                                                  | Marele Ducat al Moscovei                                                 | Înfrângerea lituanienilor                        |
| 1516                              | Raidul Tătar în Podolia și Rutenia                                                                     | Regatul Poloniei                                                                            | Hanatul Crimeii                                                          | Înfrângerea polonezilor                          |
| 1519                              | Raidul Tătar în Podolia și Rutenia - Battle of Sokal                                                   | Regatul Poloniei Marele Ducat al Lituaniei                                                  | Hanatul Crimeii                                                          | Înfrângerea polonezilor                          |
| 1519–1521 - 1520                  | Războil polono-teutonic - Bătălia de la Pasłęk                                                         | Regatul Poloniei                                                                            | Ordinul Cavalerilor Teutoni                                              | Tratatul de la Cracovia - Omagiul Prusac         |
| 1524                              | Raidul otomano-tătar în Podolia                                                                        | Regatul Poloniei                                                                            | Ottoman Empire · Hanatul Crimeii                                         | Înfrângerea polonezilor                          |
| 1526                              | Raidul Tătar în Polonia și Lituania                                                                    | Regatul Poloniei Marele Ducat al Lituaniei                                                  | Hanatul Crimeii                                                          | Înfrângerea polonezilor                          |
| 1528                              | Raidul Habsburgilor în Spisz                                                                           | Regatul Poloniei                                                                            | Regatul Ungariei                                                         | Înfrângerea polonezilor                          |
| 1528                              | Raidul Tătar în Podolia                                                                                | Regatul Poloniei                                                                            | Hanatul Crimeii                                                          | Victoria poloneză                                |
| 1530–1531 - 1530 - 1531 - 1531    | Razboiul Poloniei și Moldovei - Bătălia de la Chocim - Bătălia de la Gwoździec - Bătălia de la Obertyn | Regatul Poloniei                                                                            | Principatul Moldovei                                                     | Nehotărât                                        |
| 1534–1537 - 1534 - 1535           | Războiul lituaniano-moscovit - Bătălia de la Radohoszcz - Asediul Starodub                             | Regatul Poloniei Marele Ducat al Lituaniei                                                  | Marele Ducat al Moscovei                                                 | Nehotărât                                        |
| 1535                              | Raidul Moldovei în Podolia și Pokuttya                                                                 | Regatul Poloniei                                                                            | Principatul Moldovei                                                     | Înfrângerea polonezilor                          |
| 1537                              | Războiul Găinii                                                                                        | Regatul Poloniei                                                                            | Nobilimea                                                                | Sfârșitul rebeliunii                             |
| 1538 - 1538 - 1538                | Războiul Poloniei și Moldovei - Bătălia de la Siret - Asediul Chocim                                   | Regatul Poloniei                                                                            | Principatul Moldovei                                                     | Nehotărât                                        |
| 1549                              | Raidul Tătar în Volhynia și Rutenia Roșie                                                              | Regatul Poloniei Marele Ducat al Lituaniei                                                  | Hanatul Crimeii                                                          | Înfrângerea polonezilor                          |
| 1557                              | Raidul lui Sigismund al II-lea August în Livonia                                                       | Regatul Poloniei Marele Ducat al Lituaniei                                                  | Frații Livonian al Săbiilor                                              | Victoria poloneză                                |
| 1557                              | Raidul Tătar în Podolia                                                                                | Regatul Poloniei                                                                            | Hanatul Crimeii                                                          | Înfrângerea polonezilor                          |
| 1561–1570 - 1558–1570 - 1564      | Războiul Nordului de 7 ani - Războiul Livonia - Bătălia de la Ula                                      | Regatul Poloniei Marele Ducat al Lituaniei Danemarca și Norvegia Orașul liber Lübeck        | Marele Ducat al Moscovei Regatul Suediei                                 | Tratatul de la Stettin                           |

## Comunitatea polono-lituaniană
În secolul al XVII-lea a avut loc rivalitatea acerbă între puterile majore ale Europei de Est - Suedia, Comunitatea polono-lituaniana și Imperiul Otoman. În zilele sale de glorie, Comunitatea cuprindea teritoriile de astăzi ale Poloniei și o mare parte din Ucraina, Belarus, Lituania, Letonia, Estonia și Rusia, reprezentând o mare putere europeană. Cu toate acestea, până la sfârșitul secolului al XVIII-lea, o serie de conflicte interne și de războaie cu dușmanii externi au dus la dizolvarea polono-lituaniană și la împărțirea a celor mai multe teritorii dependente ale sale, către alte puteri europene. În timpul secolului al XVIII-lea, puterile europene (formate în mare parte din Rusia, Suedia, Prusia și Saxonia) au luptat în multe războaie pentru controlul teritoriilor fostei Comunități polono-lituaniene. La sfârșitul secolului al XVIII-lea, unii polonezi au încercat să-și apere țara de influența străină tot mai mare. Aceste încercări pentru a păstra independența nu au reușit, și au dus în cele din urmă la împărțirea Poloniei și dizolvarea finală a rămășițelor polono-lituaniene.
| Data                                                        | Conflictul | Aliați | Inamici | Rezultat                                  |
| ----------------------------------------------------------- | --- | --- | --- | ----------------------------------------- |
| 1571                                                        | Aracul Danemarcei asupra Poloniei - Bătălia navală de lângă Hel | Uniunea statală polono-lituaniană | Regatul Danemarcei | Înfrângerea polono-lituaniană             |
| 1572                                                        | Raidul lui Mikołaj Mielecki în Moldova | Uniunea statală polono-lituaniană | Ottoman Empire · Principatul Moldovei                                                                                 | Înfrângerea polono-lituaniană             |
| 1575                                                        | Raidul Tătar în RUtenia Roșie și Podolia | Uniunea statală polono-lituaniană | Hanatul Crimeii | Înfrângerea polono-lituaniană             |
| 1575                                                        | Invazia Rusiei la Livonia | Uniunea statală polono-lituaniană | Țaratul Rusiei | Înfrângerea polono-lituaniană             |
| 1576–77 - 1577 - 1577                                       | Rebeliunea Danzig - Bătălia de la Lubieszów - Asediul Danzig | Uniunea statală polono-lituaniană | Orașul Danzig | Victoria polono-lituaniană                |
| 1577                                                        | Raidul Tătar în Podolia, Rutenia Roșie și Volhynia | Uniunea statală polono-lituaniană | Hanatul Crimeii | Înfrângerea polono-lituaniană             |
| 1577–82 - 1577–78 - 1579–82 - 1579 - 1580 - 1580 - 1581–82  | Campania lui Stephen Báthory în Livonia - Bătălia de la Wenden - Trei raiduri ale lui Stephen Báthory - Asediul Polotsk - Asediul Velikiye Luki - Bătălia de la Toropets - Asediul Pskov                      | Uniunea statală polono-lituaniană Principatul Transilvaniei | Țaratul Rusiei | Tratatul de la Jam Zapolski               |
| 1578                                                        | Raidul Tătar în Podolia, Rutenia Roșie și Volhynia | Uniunea statală polono-lituaniană | Hanatul Crimeii | Înfrângerea polono-lituaniană             |
| 1587–88 - 1587 - 1588                                       | Războiul polonez de succesiune - Asediul de la Cracovia - Bătălia de la Byczyna | Uniunea statală polono-lituaniană | Arhiducatul Austriei                                                                                                  | Înfrângerea lui Maximilian al III-lea     |
| 1589                                                        | Raidul Tătar în Polonia - Bătălia de la Baworów | Uniunea statală polono-lituaniană | Hanatul Crimeii | Înfrângerea polono-lituaniană             |
| 1591–93 - 1593                                              | Răscoala Kosiński - Bătălia de la Piatka | Uniunea statală polono-lituaniană | Cazaci | Zdrobirea rebelilor                       |
| 1594–96 - 1596 - 1596 - 1596                                | Răscoala Nalyvaiko - Bătălia de la Bila Tserkva - Bătălia de la Ostry Kamień - Bătălia de la Sołonica | Uniunea statală polono-lituaniană | Cazaci | Zdrobirea rebelilor                       |
| 1595                                                        | Raidul lui Jan Zamoyski în Moldova - Bătălia de la Cecora - Bătălia de la Suceava | Uniunea statală polono-lituaniană | Ottoman Empire · Hanatul Crimeii · Principatul Moldovei                                                               | Victoria polono-lituaniană                |
| 1598–99 - 1598 - 1598 - 1599                                | Războiul împotriva lui Sigismund - Bătălia de la Stegeborg - Bătălia de la Stångebro - Bătălia de la Stang | Uniunea statală polono-lituaniană | Imperiul Suediei | Înfrângerea lui Sigismund al III-lea Vasa |
| 1599–1600 - 1599 - 1600 - 1600                              | Luptele împotriva lui Mihai Viteazul - Bătălia de la Selimbar - Bătălia de la Bukowo - Bătălia de la râul Arges                                                                                               | Uniunea statală polono-lituaniană Ieremia Movilă | Format:Country data Valahia Principatul Valahiei Principatul Transilvaniei                                            | Victoria polono-lituaniană                |
| 1600–11 - 1605                                              | Războiul polono-suedez - Bătălia de la Kircholm | Uniunea statală polono-lituaniană | Imperiul Suediei | Nehotărât                                 |
| 1605–18 - 1605 - 1608–10 - 1609–11                          | Războiul polono-moscovit (Dymitriads) - Bătălia de la Dobrynichi - Asediul Troitse-Sergiyeva Lavra - Asediul de la Smolensk                                                                                   | Șleahta | Țaratul Rusiei | Tratatul de la Deulino                    |
| 1606                                                        | Raidul Tătar în Polonia - Bătălia de la Udycz | Uniunea statală polono-lituaniană | Hanatul Crimeii | Victoria polono-lituaniană                |
| 1606–09 - 1607                                              | Rebeliunea Zebrzydowski - Bătălia de la Guzów | Uniunea statală polono-lituaniană | Nobilimea | Zdrobirea rebeliunii                      |
| 1607                                                        | Raidul lui Ștefan Potocki în Moldova - Bătălia de la Ștefănești | Ștefan Potocki | Principatul Moldovei                                                                                                  | Victoria lui Ștefan Potocki               |
| 1612                                                        | Raidul lui Ștefan Potocki în Moldova - Bătălia de la Sasowy Róg | Ștefan Potocki | Ottoman Empire · Hanatul Crimeii · Principatul Moldovei                                                               | Înfrângerea lui Ștefan Potocki            |
| 1612                                                        | Patru raiduri Tătare în Polonia - Bătălia de la Mezyrów - Bătălia de la Bila Tserkva | Uniunea statală polono-lituaniană Cazacii Zaporozhian | Hanatul Crimeii | Victoria polono-lituaniană                |
| 1615–16 - 1615 - 1616 - 1616                                | Raidul lui Samuel Korecki în Moldova - Battle of Khotyn - Bătălia de la Bendery - Bătălia de la Sasowy Róg | Samuel Korecki | Ottoman Empire · Hanatul Crimeii · Principatul Moldovei                                                               | Înfrângerea polonezilor                   |
| 1617–18                                                     | Războiul polono-suedez | Uniunea statală polono-lituaniană | Imperiul Suediei | Nehotărât                                 |
| 1618                                                        | Raidul Tătar în Polonia - Bătălia de la Orynin | Uniunea statală polono-lituaniană | Hanatul Crimeii | Înfrângerea polono-lituaniană             |
| 1619                                                        | Bătălia de la Humenné | Uniunea statală polono-lituaniană | Principatul Transilvaniei                                                                                             | Victoria polono-lituaniană                |
| 1620–21 - 1620 - 1621                                       | Războiul polono-otoman - Bătălia de la Cecora - Bătălia de la Khotyn | Uniunea statală polono-lituaniană Principatul Moldovei | Ottoman Empire · Hanatul Crimeii · Format:Country data Valahia Principatul Valahiei                                   | Tratatul de la Khotyn                     |
| 1621–26 - 1622 - 1626                                       | Războiul polono-suedez - Bătălia de la Mitawa - Bătălia de la Wallhof | Uniunea statală polono-lituanianăh | Imperiul Suediei | Înfrângerea polono-lituaniană             |
| 1624                                                        | Raidul Tătar în Polonia - Bătălia de la Martynów | Uniunea statală polono-lituaniană | Hanatul Crimeii | Victoria polono-lituaniană                |
| 1625                                                        | Răscoala Żmajło - Bătălia de la Jezioro Krukowskie - Bătălia de la Cybulik | Uniunea statală polono-lituaniană | Cazaci | Nehotărât                                 |
| 1626–29 - 1626 - 1627                                       | Războiul polono-suedez - Bătălia de la Gniew - Bătălia de la Oliwa | Uniunea statală polono-lituaniană | Imperiul Suediei | Tratatul de la Altmark                    |
| 1626                                                        | Trei raiduti Tătare în Polonia - Bătălia de la Bila Tserkva | Uniunea statală polono-lituaniană | Hanatul Crimeii | Victoria polono-lituaniană                |
| 1628                                                        | Cinci raiduri Tătare în Polonia | Uniunea statală polono-lituanianăh | Hanatul Crimeii | Victoria polono-lituaniană                |
| 1629                                                        | Cinci raiduri Tătare în Polonia | Uniunea statală polono-lituaniană | Hanatul Crimeii | Victoria polono-lituaniană                |
| 1630                                                        | Răscoala Fedorovych - Bătălia de la Korsuń - Bătălia de la Perejasław | Uniunea statală polono-lituaniană | Cazaci | Tratatul de la Pereyaslav                 |
| 1632–34 - 1632                                              | Războiu Smolensk - Asediul Smolensk | Uniunea statală polono-lituaniană | Țaratul Rusiei | Tratatul de la Polyanovka                 |
| 1633–34 - 1633 - 1633                                       | Războiul polono-otoman - Bătălia de la Sasowy Róg - Bătălia de la Kamieniec Podolski | Uniunea statală polono-lituaniană | Ottoman Empire · Hanatul Crimeii · Format:Country data Valahia Principatul Valahiei · Principatul Moldovei            | Nehotărât                                 |
| 1635                                                        | Răscoala Sulima | Uniunea statală polono-lituaniană | Cazaci | Zdrobirea rebeliunii                      |
| 1637                                                        | Răscoala Pawluk - Bătălia de la Kumejki | Uniunea statală polono-lituanianăh | Cazaci | Zdobirea rebeliunii                       |
| 1638                                                        | Răscoala Ostrzanin - Bătălia de la Łubnie - Bătălia de la Żownin | Uniunea statală polono-lituaniană | Cazaci | Zdrobirea rebeliunii                      |
| 1640                                                        | Raidul Tătar în Polonia | Uniunea statală polono-lituaniană | Hanatul Crimeii | Înfrângerea polono-lituaniană             |
| 1643                                                        | Raidul Tătar în Polonia - Bătălia de pe râul Sura | Uniunea statală polono-lituaniană | Hanatul Crimeii | Victoria polono-lituaniană                |
| 1644                                                        | Raidul Tătar în Polonia - Bătălia de la Ochmatów | Uniunea statală polono-lituaniană | Hanatul Crimeii | Victoria polono-lituaniană                |
| 1645–1646                                                   | Raidul polonez asupra Hanatului Crimeii | Uniunea statală polono-lituaniană | Hanatul Crimeii | Victoria polono-lituaniană                |
| 1648–55 - 1648 - 1649 - 1651                                | Răscoala Khmelnytsky - Bătălia de la Zhovti Vody - Asediul Zbarazh - Bătălia de la Berestechko | Uniunea statală polono-lituaniană Hanatul Crimeii (1654–1656) | Cazacii Zaporozhian Hanatul Crimeii (1649–1654, 1656–1657)                                                            | Nehotărât                                 |
| 1651                                                        | Răscoala Kostka-Napierski | Uniunea statală polono-lituaniană | Aleksander Kostka Napierski                                                                                           | Zdrobirea rebeliunii                      |
| 1651                                                        | Revolta tăranilor pe teritoriile Cistercia | Uniunea statală polono-lituaniană | Țărani | Zdrobirea rebeliunii                      |
| 1654–67 - 1655 - 1660                                       | Războiul ruso-polonez - Bătălia de la Okhmativ - Bătălia de la Chudnov | Uniunea statală polono-lituaniană Hanatul Crimeii | Țaratul Rusiei Hetmanatul Căzăcesc                                                                                    | Tratatul de la Andrusovo                  |
| 1655–60 - 1655–17 - 1655 - 1655 - 1656 - 1656 - 1657 - 1657 | Al doilea război al nordului - Potopul - Bătălia de la Ujście - Asediul de la Jasna Góra - Bătălia de la Warka - Bătălia de la Vrșovia - Invazia lui Gheorghe Rákóczi al II-lea - Bătălia de la Czarny Ostrów | Uniunea statală polono-lituaniană · Arhiducatul Austriei · danemarcași Norvegia · Țaratul Rusiei (1656–58) · Dutch Republic · alții | Imperiul Suediei Brandenburg-Prusia Hetmanatul Căzăcesc (1657) Principatul Transilvaniei Țaratul Rusiei alții         | Tratatul de la Oliva                      |
| 1665–66 - 1665 - 1666                                       | Lubomirski's Rokosz - Bătălia de la Częstochowa - Bătălia de la Mątwy | Uniunea statală polono-lituaniană | Nobilimea | Nehotărât                                 |
| 1666–71 - 1666 - 1667 - 1671 - 1671                         | Războiul polono-cazaco-tătar - Bătălia de la Ściana - Bătălia de la Podhajce - Bătălia de la Bracław - Bătălia de la Kalnik                                                                                   | Uniunea statală polono-lituaniană | Hanatul Crimeii Hetmanatul Căzăcesc                                                                                   | Henotărât                                 |
| 1669–1670 - 1670                                            | Răscoala Podhale - Bătălia de la Nowy Targ | Uniunea statală polono-lituaniană | Țărani | Zdrobirea rebeliunii                      |
| 1672–76 - 1672 - 1673                                       | Războiul polono-otoman - Asediul de la Kamenets - Bătălia de la Khotyn | Uniunea statală polono-lituaniană Format:Country data Valahia Principatul Valahiei (1673) | Ottoman Empire · Hanatul Crimeii · Principatul Moldovei                                                               | Tratatul de la Żurawno                    |
| 1683–99 - 1683 - 1698                                       | Războiul polono-otoman, parte din Marele Război Turc) - Bătălia de la Viena - Bătălia de la Podhajce | Uniunea statală polono-lituaniană Arhiducatul Austriei | Ottoman Empire · Hanatul Crimeii                                                                                      | Tratatul de la Karlowitz                  |
| 1697                                                        | Raidul lui François Louis, Prinț de Contiasupra coroanei poloneye | August al II-lea al Poloniei | François Louis, Prinț de Conti                                                                                        | Victoria lui August al II-lea             |
| 1700                                                        | Războiul civil linianian - Bătălia de la Olkieniki | Nobilimea | Familia Sapieha | Înfrângerea familiei Sapieha              |
| 1700–21 - 1702 - 1704–06 - 1705 - 1706                      | Marele Război al Nordului - Bătălia de la Klissow - Războiul civil în Polonia - Bătălia de la Varșovia - Bătălia de la Kalisz                                                                                 | Țaratul Rusiei · Danemrca și Norvegia (1700, 1709–) · Electorate of Saxony (1700–06, 1709–) · Augustus al II-lea al Poloniei (1700–04, 1709–) · Hetmanatul Căzăcesc (1700–08, 1709—1721) · Regatul Prusiei (1715–) · Electoratul Hanover (1715-) · alții | Imperiul Suediei · Stanisław Leszczyński (1704–09) · Ottoman Empire (1710–14) · Hetmanatul Căzăcesc (1708–09) · alții | Tratatul de la Nystad                     |
| 1702–04                                                     | Răscoala Palej - Battle of Werbicze | Uniunea statală polono-lituaniană | Hetmanatul Căzăcesc                                                                                                   | Ydrobirea rebeliunii                      |
| 1715–16 - 1715 - 1716 - 1716 - 1716 - 1716                  | Confederația Tarnogród - Bătălia de la Radogoszcza - Bătălia de la Ryczywół - Bătălia de la Sokal - Bătălia de la Leszno - Bătălia de la Kowalew                                                              | Nobilime | Țaratul Rusiei · Electorate of Saxony                                                                                 | Seim Silențios                            |
| 1733–35 - 1734 - 1734 - 1734                                | Războiul succesiunii poloneze - Asediul de la Danzig - Bătălia de la Wyszecin - Bătălia de la Miechów | Stanisław Leszczyński Regatul Franței Regatul Spaniei Ducatul de Savoia | Augustus al II-lea al Poloniei · Habsburg Monarchy · Russian Empire · Electorate of Saxony · Regatul Prusiei          | Tratatul de la Viena                      |
| 1764                                                        | Răzyoiul civil în Polonia | Adunarea Hetman | Familiile nobile poloneze · Russian Empire                                                                            | Înfrângerea adunării Hetman               |
| 1768–72 - 1768 - 1768 - 1771                                | Confederația Bar - Asediul de la Bar - Koliyivshchyna - Bătălia de la Lanckorona | Stanisław August Poniatowski · Russian Empire | Nobilimea Haidamaka                                                                                                   | Prima împărțire a Poloniei                |
| 1769                                                        | Revolta Šiauliai | Uniunea statală polono-lituaniană | Țărani | Zdrobirea rebeliunii                      |
| 1792                                                        | Războiul polono+rusesc - Bătălia de la Mir - Bătălia de la Zelwa - Bătălia de la Zieleńce - Bătălia de la Dubienka - Bătălia de la Markuszów                                                                  | Uniunea statală polono-lituaniană | Russian Empire | A doua împărțire a Poloniei               |
| 1794                                                        | Răscoala Kościuszko - Battle of Racławice - Răscoala din Varșovia - Răscoala Wilno - Răscoala Poloniei Mari - Bătălia de la Praga                                                                             | Uniunea statală polono-lituaniană | Habsburg Monarchy · Regatul Prusiei · Russian Empire                                                                  | A treia împărțire a Poloniei              |

## Secolul al XIX-lea și Primul Război Mondial
Polonezii s-au luptat fără succes pentru a câștiga înapoi independența lor de-a lungul secolului al XIX-lea. La început și-au pus speranțele în Napoleon, iar mai târziu, ei au încercat să aprindă revolte naționale, multe dintre ele fiind reprimate sângeros.
| Data                                                                                                  | Conflictul | Aliați | Inamici | Rezultat                  |
| --- | --- | --- | --- | ------------------------- |
| 1797–1814 - 1798–1802 - 1806–1807 - 1806 - 1808 - 1809 - 1809 - 1809 - 1812 - 1812 - 1812–1814 - 1813 | Războaiele Napoleoniene - Războiul celei de a Doua Coaliții - Războiul celei de-a Patra Coaliții - Revolta Poloniei Mari - Bătălia de la Somosierra - Războiul celei de-a Cincea Coaliții - Războiul polono+austriac - Bătălia de la Raszyn - Campania din Rusia - Bătălia de la Borodino - Războiul celei de-a Șasea Coaliții - Bătălia de la Leipzig | Primul Imperiu Francez · Legiunile poloneze (1797–1807) · Ducatul Varșoviei (1807–1815) · Regatul Prusiei (1807–1812) · Imperiul Rus (1807–1812) · Imperiul Austriac (1809–1813) · alte state | Russian Empire (1804–1807, 1812–1815) · Regatul Prusiei (1806–1807, 1812–1815) · Imperiul Austriac (1804–1805, 1809, 1813–1815) · Imperiul Britanic · alte state | Congresul de la Viena     |
| 1797                                                                                                  | Răscoala Denisko | Joachim Denisko | Imperiul Austriac | Zdrobirea rebelilor       |
| 1830–1831 - 1831 - 1831 - 1831 - 1831                                                                 | Revolta din Noiembrie - Bătălia de la Olszynka Grochowska - Bătălia de la Stoczek - Bătălia de la Ostrołęka - Bătălia de la Varșovia | Regatul Poloniei | Imperiul Rus | Zdrobirea rebelilor       |
| 1846                                                                                                  | Răscoala de la Cracovia - Bătălia de la Gdów - Răscoala Chochołów | polonezi | Imperiul Austriac | Zdrobirea rebelilor       |
| 1846                                                                                                  | Răscoala Poloniei Mari | polonezi | Regatul Prusiei | Zdrobirea rebelilor       |
| 1848                                                                                                  | Revoluția de la 1848 în Polonia - Răscoala Poloniei Mari - Bătălia de la Miłosław | polonezi | Imperiul Austriac Regatul Prusiei | Zdrobirea rebelilor       |
| 1863–1864 - 1863 - 1863 - 1863                                                                        | Insurecția poloneză din Ianuarie - Bătălia de la Węgrów - Bătălia de la Siemiatycze - Bătălia de la Salicha | polonezi | Imperiul Rus | Zdrobirea rebelilor       |
| 1866                                                                                                  | Răscoala polonezilor politici aflați în exil în Siberia - Bătălia de la Miszycha | polonezi | Imperiul Rus | Zdrobirea rebelilor       |
| 1905–1907 - 1905                                                                                      | Revoluția în Regatul Poloniei - Insurecția Łódź | polonezi | Imperiul Rus | Zdrobirea rebelilor       |
| 1914–1918 - 1914 - 1914 - 1915 - 1916 - 1917 - 1918 - 1918                                            | Primul Război Mondial - Bătălia de la Krzywopłoty - Bătălia de la Łowczówek - Bătălia de la Rokitna - Bătălia de la Kostiuchnówka - Bătălia de la Krechowice - Bătălia de la Rarańcza - Bătălia de la Kaniów | Imperiul German · Austro-Ungaria · Legiunile poloneze · Puterile Centrale | Imperiul Rus · Imperiul Britanic · A Treia Republică Franceză · Armatele poloneze din Est · Aliații                                                              | Tratatul de la Versailles |

## Istoria modernă
În tulburările din Primul Război Mondial, polonezii au reușit să-și recapete independența și apoi să se extindă pe teritoriul lor printr-o nouă serie de războaie locale și revolte, doar pentru a fi ocupată din nou în timpul ultimului Război Mondial. A doua jumtătate a secolului al XX-lea a fost mai liniștită, dar încă tensionată după ce Polonia fusese implicată în Războiul Rece pe partea sovietică. Mai târziu, la începutul secolului XXI, Polonia a fost implicată în războiul împotriva terorismului istamic din partea NATO.
| Data | Conflictul | Aliați | Inamici | Rezultat |
| --- | --- | --- | --- | --- |
| 1918–1919 - 1918–1919 - 1918 - 1919                                                                          | Războiul Polono-Ucrainean - Bătălia de la Lwów - Bătălia de la Przemyśl - Ofensiva Chortkiv | A Doua Republică Poloneză Regatul României                                                                      | Republica Populară a Ucrainei Occidentale · Ucraina | Victoria poloneză |
| 1918–1919 | Marea Revoltă Poloneză | polonezi | Germani | Victoria poloneză |
| 1918–1919 | Încăierări polono-germane | A Doua Republică Poloneză                                                                                       | Republica de la Weimar | Indecisive |
| 1919 | Atentatul loviturii de stat a polonezilor din 1919 | A Doua Republică Poloneză                                                                                       | Democrația Națională | Eșecul loviturii de stat |
| 1919 | Războiul Poloniei si Cehoslovacilor | A Doua Republică Poloneză                                                                                       | Cehoslovacia | înfrângerea polonezilor |
| 1919–1920/21 - 1919 - 1920 - 1920 - 1920                                                                     | Războiul polono-sovietic - Ofensiva Vilna - Operațiunea Kiev - Bătălia de la Varșovia - Bătălia de pe râul Niemen | A Doua Republică Poloneză · Ucraina Republica Populară Ucraineană                                               | Republica Sovietică Federativă Socialistă Rusă Republica Sovietică Socialistă Ucraineană                                                                       | Polish victory Pacea de la Riga |
| 1919–1921 - 1919 - 1919 - 1919 - 1920 - 1921 - 1921                                                          | Insurecțiile din Silezia - Răscoala Olesno - Prina revoltă din Silezia - Bătălia de la Godów - A doua Răscoala din Silezia - A treia Răscoală din Silezia - Bătălia de la Annaberg | polonezi | Republica de la Weimar | înfrângerea polonezilor (I) Nehotărât (II) Nehotărât (III) |
| 1919 - 1920                                                                                                  | Războiul polono-lituanian - Răscoala Sejny - Rebeliunea Żeligowski | A Doua Republică Poloneză                                                                                       | Lituania Republica Sovietică Federativă Socialistă Rusă | Victoria poloneză |
| 1923 | Răscoala din 1923 de la Cracovia | A Doua Republică Poloneză                                                                                       | Muncitori | Zdrobirea rebelilor |
| 1926 | Lovitura de stat din mai | Guvern Stanisław Wojciechowski                                                                                  | Senat Józef Piłsudski | Victoria lui Józef Piłsudski |
| 1932 | Răscoala Lesko | Senat | Țărani | Zdrobirea rebelilor |
| 1938 | Conflictul Poloniei cu Cehoslovacia pentru granițe | A Doua Republică Poloneză                                                                                       | Cehoslovacia | Victoria poloneză |
| 1939 | Al doilea Război Mondial – Invazia Poloniei - Bătălia de la Westerplatte - Bătălia de la graniță - Bătălia de la Wizna - Asediul de la Varșovia - Bătălia de la Bzura - Bătălia de la Tomaszów Lubelski - Bătălia de la Kock | A Doua Republică Poloneză                                                                                       | Imperiul German · Uniunea Sovietică · Republica Slovaciei | înfrângerea polonezilor |
| 1939–1945 - 1939–1940 - 1940 - 1942–1943 - 1943–1944 - 1944                                                  | Al doilea Război Mondial – Rezistența poloneză - Revolta Czortków - Revolta Zamość - Operațiunea Tempest - Revolta din Varșovia | Statul Secret Polonez                                                                                           | Germania · Uniunea Sovietică | Eliberarea parțială a Poloniei |
| 1939–1945 - 1939–1945 - 1940 - 1940 - 1940 - 1940 - 1941–1945 - 1941 - 1942 - 1944 - 1944–1945 - 1944 - 1944 | Al doilea Război Mondial – Forțele armate poloneze din vest - Bătălia de pe Atlantic - Campania Norvegiană - Bătălia de la Narvik - Bătălia Franței - Bătălia Angliei - Teatrul de luptă din Mediterană - Asediul de la Tobruk - Bătălia de la Gazala - Bătălia de la Monte Cassino - Frontul de vest - Operațiunea Market Garden | Guvernul polonez în exil · Marea Britanie · A Treia Republică Franceză · Statele Unite ale Americii · Aliații   | Imperiul German · Regatul Italiei · Puterile Axei | Conferința de la Potsdam |
| 1943–1945 - 1943 - 1944 - 1945 - 1945 - 1945                                                                 | Al Doilea Război Mondial – Frontul de Răsărit - Bătălia de la Lenino - Bătălia de la Studzianki - Bătălia de la Kolberg - Bătălia de la Berlin - Bătălia de la Bautzen | Uniunea Sovietică · Comitetul Național Liberal polonez · Consiliul Național de stat · Republica Populară Polonă | Germania | Conferința de la Potsdam |
| 1944–1956 - 1945                                                                                             | Luptele împotriva soldaților cruciați - Razia Augustów | Rzeczpospolita Polska Narodowe Zjednoczenie Wojskowe Wolność i Niepodległość i inne                             | Republica Populara di Polonia Uniunea Sovietica | Zdrobirea rebelilor |
| 1944–1949 - 1944                                                                                             | Armata Insurecțională Ucraineană - Bătălia de la Leszczawa Górna Război pentru Ucraina independentă și Polonia independentă - Hrubieszów 1946 | Rzeczpospolita Polska Armata Insurectionala Ucraineana Wolność i Niepodległość                                  | Republica Populata di Polonia Uniunea Sovietica | Zdrobirea rebelilor |
| 1945 | Conflictul Poloniei și Cehoslovaciei pentru granițe | Republica Populară Polonă                                                                                       | Cehoslovacia | Nehotărât |
| 1956 | Protestele de la Poznań din 1956 | Rzeczpospolita Polska Protestatari civili Anti-communiști                                                       | Protestatari civili Anti-communiști | Victoria militară de stat - Beginning of the Începutul dezghețului politic |
| 1968 | Invazia Cehoslovaciei | Rzeczpospolita Polska Ryszard Siwiec Czechosłowacja                                                             | Pactul de la Varșovia: · Uniunea Sovietică · Republica Populară Polonă · Republica Populară Ungară · Republica Populară Bulgaria · Republica Democrată Germană | Victoria Pactului de la Varșovia - Protocolul Moscovei, prezenșa Sovietică militară până în 1991 |
| 2001–prezent - 2001-prezent - 2007 - 2009 - 2003–2011 - 2004 - 2007                                          | Războiul împotriva terorismului - Războiul din Afganistan - Operațiunea Achilles - Operațiunea Eagle Feather - Războiul din Iraq - Bătălia de la City Hall - Operațiunea Vulturul Negru | Statele Unite ale Americii · Marea Britanie · Polonia · alții                                                   | Format:Country data al-Qaeda Talibanii alții | în curs de desfășurare - Căderea guvernului Taliban în Afghanistan - Distrugerea taberelor al-Qaeda - Insurecția Talibană - Războiul din nord+vestul Pakistanului - Moartea lui Osama bin Laden - Căderea adunării Ba'ath în Iraq - Execuția lui Saddam Hussein - Alegeri libere în Iraq |